# Championnat d'Europe féminin de handball 2000
Navigation
Pays-Bas 1998 Danemark 2002
La 4e édition du Championnat d'Europe féminin de handball s'est déroulée en Roumanie du 8 au 17 décembre 2000.
Disputé pour la première fois en dehors du nord de l'Europe, cette quatrième édition est marquée par la faillite des favorites danoises et norvégiennes, respectivement sixièmes et dixièmes de la compétition. La Hongrie s'impose en finale face à l'Ukraine, après prolongations (32-30, 26-26 à la fin du temps réglementaire) tandis que la Russie d'Ievgueni Trefilov domine le pays hôte pour s'emparer du bronze (21-16). L'équipe de France d'Olivier Krumbholz se classe cinquième pour sa première participation. La Hongroise Beáta Siti est désignée MVP tandis que la Roumaine Simona Gogîrlă égale le record de buts (68) établi deux ans plus tôt par Fridrikas.

## Qualifications
Douze équipes ont obtenu leur qualification pour ce championnat d'Europe :
- Organisateur (1) :  Roumanie
- tenante du titre (1) :  Norvège
- Qualifications (10)[3] :  Allemagne,  Autriche,  Biélorussie,  Danemark,  France,  Hongrie,  Macédoine,  Russie,  Ukraine et  RF Yougoslavie

## Tour préliminaire
Légende :
- Qualifié pour les demi-finales
- Qualifié pour le match de classement pour la 5e place
- Qualifié pour les matchs de classement

### Groupe A,Râmnicu Vâlcea
|   | Équipe         | Pts | J | G | N | P | Bp  | Bc  | Diff |
| - | -------------- | --- | - | - | - | - | --- | --- | ---- |
| 1 | Hongrie        | 9   | 5 | 4 | 1 | 0 | 159 | 115 | 44   |
| 2 | Russie         | 8   | 5 | 4 | 0 | 1 | 118 | 104 | 14   |
| 3 | France         | 6   | 5 | 3 | 0 | 2 | 127 | 106 | 21   |
| 4 | RF Yougoslavie | 5   | 5 | 2 | 1 | 2 | 139 | 138 | 1    |
| 5 | Allemagne      | 2   | 5 | 1 | 0 | 4 | 117 | 134 | -17  |
| 6 | Autriche       | 0   | 5 | 0 | 0 | 5 | 89  | 152 | -63  |

| Date        | Équipe 1       | Score   | Équipe 2       |
| ----------- | -------------- | ------- | -------------- |
| 8 décembre  | France         | 21 – 22 | Russie         |
| 8 décembre  | Autriche       | 20 – 30 | Allemagne      |
| 8 décembre  | Hongrie        | 33 – 33 | RF Yougoslavie |
| 9 décembre  | Russie         | 28 – 19 | Autriche       |
| 9 décembre  | RF Yougoslavie | 19 – 26 | France         |
| 9 décembre  | Allemagne      | 22 – 33 | Hongrie        |
| 10 décembre | France         | 25 – 19 | Allemagne      |
| 10 décembre | Autriche       | 12 – 35 | Hongrie        |
| 10 décembre | Russie         | 27 – 20 | RF Yougoslavie |
| 12 décembre | Autriche       | 24 – 33 | RF Yougoslavie |
| 12 décembre | Hongrie        | 32 – 29 | France         |
| 12 décembre | Allemagne      | 18 – 22 | Russie         |
| 13 décembre | RF Yougoslavie | 34 – 28 | Allemagne      |
| 13 décembre | Hongrie        | 26 – 19 | Russie         |
| 13 décembre | France         | 26 – 14 | Autriche       |

### Groupe B,Bucarest
|   | Équipe      | Pts | J | G | N | P | Bp  | Bc  | Diff | Dép |
| - | ----------- | --- | - | - | - | - | --- | --- | ---- | --- |
| 1 | Ukraine     | 7   | 5 | 2 | 3 | 0 | 130 | 120 | 10   | +2  |
| 2 | Roumanie    | 7   | 5 | 3 | 1 | 1 | 128 | 118 | 10   | -2  |
| 3 | Norvège     | 6   | 5 | 2 | 2 | 1 | 132 | 126 | 6    | /   |
| 4 | Macédoine   | 4   | 5 | 1 | 2 | 2 | 113 | 123 | -10  | /   |
| 5 | Danemark    | 3   | 5 | 1 | 1 | 3 | 130 | 137 | -7   | +8  |
| 6 | Biélorussie | 3   | 5 | 0 | 3 | 2 | 134 | 143 | -9   | -8  |

| Date        | Équipe 1    | Score   | Équipe 2    |
| ----------- | ----------- | ------- | ----------- |
| 8 décembre  | Danemark    | 19 – 20 | Macédoine   |
| 8 décembre  | Roumanie    | 29 – 28 | Biélorussie |
| 8 décembre  | Norvège     | 24 – 24 | Ukraine     |
| 9 décembre  | Macédoine   | 19 – 19 | Roumanie    |
| 9 décembre  | Ukraine     | 29 – 29 | Danemark    |
| 9 décembre  | Biélorussie | 26 – 26 | ' Norvège   |
| 10 décembre | Danemark    | 34 – 26 | Biélorussie |
| 10 décembre | Roumanie    | 26 – 22 | Norvège     |
| 10 décembre | Macédoine   | 19 – 27 | Ukraine     |
| 12 décembre | Roumanie    | 21 – 23 | Ukraine     |
| 12 décembre | Norvège     | 29 – 22 | Danemark    |
| 12 décembre | Biélorussie | 27 – 27 | Macédoine   |
| 13 décembre | Ukraine     | 27 – 27 | Biélorussie |
| 13 décembre | Norvège     | 31 – 28 | Macédoine   |
| 13 décembre | Danemark    | 26 – 33 | Roumanie    |

Cette poule est particulièrement serrée avec 6 matchs nuls, les 2 premières journées s'étant soldées par deux victoires d'un but et 4 matchs nuls.

## Matchs de classement
| Match                   | Date et heure           | Lieu           | Équipe 1       | Score      | Équipe 2    |
| ----------------------- | ----------------------- | -------------- | -------------- | ---------- | ----------- |
| Match pour la 11e place | 15 décembre 2000, 18h30 | Bucarest       | Autriche       | 22 – 27    | Biélorussie |
| Match pour la 9e place  | 15 décembre 2000, 18h30 | Râmnicu Vâlcea | Allemagne      | 22 – 21    | Danemark    |
| Match pour la 7e place  | 15 décembre 2000, 21h00 | Bucarest       | RF Yougoslavie | 39 – 38a2p | Macédoine   |
| Match pour la 5e place  | 15 décembre 2000, 21h00 | Râmnicu Vâlcea | France         | 23 – 19    | Norvège     |

## Phase finale
|  | Demi-finales               | Demi-finales               |                        |    | Finale                     | Finale                     |
|  | Demi-finales               | Demi-finales               |                        |    | Finale                     | Finale                     |
|  |                            |                            |                        |    |                            |                            |
|  | 16 décembre 2000, Bucarest | 16 décembre 2000, Bucarest |                        |    | 17 décembre 2000, Bucarest | 17 décembre 2000, Bucarest |
|  | 16 décembre 2000, Bucarest | 16 décembre 2000, Bucarest |                        |    | 17 décembre 2000, Bucarest | 17 décembre 2000, Bucarest |
|  | Hongrie                    | 25                         |                        |    | 17 décembre 2000, Bucarest | 17 décembre 2000, Bucarest |
|  | Hongrie                    | 25                         |                        |    | 17 décembre 2000, Bucarest | 17 décembre 2000, Bucarest |
|  | Roumanie                   | 24                         |                        |    | 17 décembre 2000, Bucarest | 17 décembre 2000, Bucarest |
|  | Roumanie                   | 24                         | Hongrie                | 32 |                            |                            |
|  | 16 décembre 2000, Bucarest |                            | Hongrie                | 32 |                            |                            |
|  |                            | Ukraine                    | 30                     |    |                            |                            |
|  | Ukraine                    | Ukraine                    | 30                     | 28 |                            |                            |
|  | Ukraine                    |                            |                        | 28 |                            |                            |
|  | Russie                     | 24                         |                        |    |                            |                            |
|  | Russie                     | 24                         | Match pour la 3e place |    |                            |                            |
|  |                            |                            |                        |    |                            |                            |
|  | 17 décembre 2000, Bucarest |                            |                        |    |                            |                            |
|  |                            |                            |                        |    |                            |                            |
|  | Roumanie                   | 16                         |                        |    |                            |                            |
|  | Roumanie                   | 16                         |                        |    |                            |                            |
|  | Russie                     | 21                         |                        |    |                            |                            |
|  | Russie                     | 21                         |                        |    |                            |                            |

### Demi-finales
| 16 décembre 2000 17h30 | Ukraine            | 28 – 24   | Russie         | Sala Polivalentă, Bucarest Affluence : 5 000 Arbitrage : Repenšek, Požežnik |
| 16 décembre 2000 17h30 | Olena Tsyhytsia 16 | (12 – 12) | Inna Volkova 8 | Sala Polivalentă, Bucarest Affluence : 5 000 Arbitrage : Repenšek, Požežnik |
| 16 décembre 2000 17h30 | ×3 ×6 ×1           | Rapport   | ×3 ×6 ×1       | Sala Polivalentă, Bucarest Affluence : 5 000 Arbitrage : Repenšek, Požežnik |

| 16 décembre 2000 20h00 | Hongrie        | 25 – 24   | Roumanie          | Sala Polivalentă, Bucarest Affluence : 5 500 Arbitrage : Krajc, Živolić |
| 16 décembre 2000 20h00 | Ágnes Farkas 9 | (13 – 12) | Simona Gogîrlă 14 | Sala Polivalentă, Bucarest Affluence : 5 500 Arbitrage : Krajc, Živolić |
| 16 décembre 2000 20h00 | ×3 ×4          | Rapport   | ×3 ×5 ×1          | Sala Polivalentă, Bucarest Affluence : 5 500 Arbitrage : Krajc, Živolić |

### Match pour la3eplace
| 17 décembre 2000 17h30 | Russie               | 21 – 16  | Roumanie         | Sala Polivalentă, Bucarest Affluence : 4 000 Arbitrage : Håkansson, Nilsson |
| 17 décembre 2000 17h30 | Marina Naoukovitch 5 | (10 – 7) | Simona Gogîrlă 9 | Sala Polivalentă, Bucarest Affluence : 4 000 Arbitrage : Håkansson, Nilsson |
| 17 décembre 2000 17h30 | ×2 ×7 ×2             | Rapport  | ×2 ×4            | Sala Polivalentă, Bucarest Affluence : 4 000 Arbitrage : Håkansson, Nilsson |

### Finale
| 17 décembre 2000 20h00 | Hongrie         | 32 – 30   | Ukraine           | Sala Polivalentă, Bucarest Affluence : 4 000 Arbitrage : Şerbu, Dobre |
| 17 décembre 2000 20h00 | Ágnes Farkas 14 | (17 – 13) | Tetyana Iaresko 7 | Sala Polivalentă, Bucarest Affluence : 4 000 Arbitrage : Şerbu, Dobre |
| 17 décembre 2000 20h00 | ×2              | Rapport   | ×3                | Sala Polivalentă, Bucarest Affluence : 4 000 Arbitrage : Şerbu, Dobre |

| Hongrie - Gardiennes de but : Tímea Sugár (12 arrêts), Katalin Pálinger (7) - Joueuses de champ : Judit Zsembery, Ildikó Pádár (2), Erika Kirsner (4), Nikolett Brigovácz (4), Krisztina Pigniczki, Ágnes Farkas (14 dont 5 pen), Anikó Kántor (1), Beáta Siti (3), Beatrix Kökény (1), Anita Kulcsár (3). - Entraîneur : Lajos Mocsai. | Ukraine - Gardiennes de but : Natalia Borissenko (26 arrêts), Tetyana Vorojtsova - Joueuses de champ : Llilija Stolpakova (4), Tetyana Salogoub, Maryna Verhelyouk (3), Olena Iatsenko (6), Hanna Sioukalo, Tetyana Iaresko (5), Olena Tsyhytsia (4), Olena Reznir (2), Halina Markouchevska (5), Olena Radtchenko (1). - Entraîneur : Leonid Evtouchenko |

## Classement final
| Rang                       | Équipe         | J | G | N | P | Bp  | Bc  | Diff |
| -------------------------- | -------------- | - | - | - | - | --- | --- | ---- |
| Médaille d'or, Europe      | Hongrie        | 7 | 6 | 1 | 0 | 216 | 169 | +47  |
| Médaille d'argent, Europe  | Ukraine        | 7 | 3 | 3 | 1 | 188 | 176 | +12  |
| Médaille de bronze, Europe | Russie         | 7 | 5 | 0 | 2 | 163 | 148 | +15  |
| 4e                         | Roumanie       | 7 | 3 | 1 | 3 | 168 | 164 | +4   |
| 5e                         | France         | 6 | 4 | 0 | 2 | 150 | 125 | +25  |
| 6e                         | Norvège        | 6 | 2 | 2 | 2 | 151 | 149 | +2   |
| 7e                         | RF Yougoslavie | 6 | 3 | 1 | 2 | 178 | 177 | +1   |
| 8e                         | Macédoine      | 6 | 1 | 2 | 3 | 151 | 162 | –11  |
| 9e                         | Allemagne      | 6 | 2 | 0 | 4 | 139 | 154 | –15  |
| 10e                        | Danemark       | 6 | 1 | 1 | 4 | 151 | 159 | –8   |
| 11e                        | Biélorussie    | 6 | 1 | 3 | 2 | 161 | 165 | –4   |
| 12e                        | Autriche       | 6 | 0 | 0 | 6 | 111 | 179 | –68  |

Les 5 premières équipes sont qualifiées pour le Championnat du monde 2001 et pour le Championnat d'Europe 2002

## Statistiques et récompenses

### Équipe-type
L'équipe-type de la compétition est
- Meilleure joueuse (MVP) : Beáta Siti,  Hongrie
- Gardienne : Luminița Dinu-Huțupan,  Roumanie
- Ailière gauche : Larisa Ferzalieva,  Macédoine
- Arrière gauche : Olena Tsyhytsia,  Ukraine
- Demi-centre : Beáta Siti,  Hongrie
- Pivot : Lioudmila Bodnieva,  Russie
- Arrière droite : Mélinda Jacques-Szabo,  France
- Ailière droite : Agnieszka Tobiasz,  Allemagne

### Statistiques
| Rang | Joueuse             | Équipe         | Buts | Tirs | %      | 7m    | MJ | Moy. |
| ---- | ------------------- | -------------- | ---- | ---- | ------ | ----- | -- | ---- |
| 1    | Simona Gogîrlă      | Roumanie       | 68   | 108  | 63,0 % | 32/35 | 7  | 9,7  |
| 2    | Ágnes Farkas        | Hongrie        | 54   | 105  | 51,4 % | 20/30 | 6  | 9,0  |
| 3    | Olena Tsyhytsia     | Ukraine        | 49   | 93   | 52,7 % | 19/24 | 7  | 7,0  |
| 3    | Stephanie Ofenböck  | Autriche       | 49   | 119  | 41,2 % | 16/22 | 6  | 8,2  |
| 5    | Klara Boeva         | Macédoine      | 42   | 78   | 53,8 % | 9/11  | 6  | 7,0  |
| 6    | Steluţa Luca        | Roumanie       | 41   | 94   | 43,6 % | 3/5   | 7  | 5,9  |
| 7    | Svetlana Minevskaïa | Biélorussie    | 37   | 76   | 48,7 % | 20/28 | 6  | 6,2  |
| 8    | Mette Vestergaard   | Danemark       | 35   | 74   | 47,3 % | 8/11  | 6  | 5,8  |
| 9    | Bojana Petrović     | RF Yougoslavie | 33   | 70   | 47,1 % | 6/6   | 6  | 5,5  |
| 10   | Inna Volkova        | Russie         | 32   | 57   | 56,4 % | 17/23 | 6  | 5,7  |
| 10   | Lotte Kiærskou      | Danemark       | 32   | 60   | 53,3 % | 11/15 | 5  | 6,4  |

| Rang | Joueuse               | Équipe         | % Arr. | Arrêts | Tirs | MJ | Moy. |
| ---- | --------------------- | -------------- | ------ | ------ | ---- | -- | ---- |
| 1    | Tatiana Alizar        | Russie         | 42,0 % | 73     | 174  | 6  | 12,2 |
| 2    | Valérie Nicolas       | France         | 40,5 % | 70     | 173  | 6  | 11,7 |
| 3    | Tetyana Vorojtsova    | Ukraine        | 37,0 % | 68     | 184  | 7  | 9,7  |
| 4    | Luminița Dinu-Huțupan | Roumanie       | 35,8 % | 76     | 212  | 7  | 10,9 |
| 5    | Natalia Rusnachenko   | Autriche       | 34,2 % | 74     | 216  | 6  | 12,3 |
| 6    | Katalin Pálinger      | Hongrie        | 33,8 % | 69     | 204  | 6  | 11,5 |
| 7    | Hege Johansen         | Norvège        | 32,4 % | 36     | 111  | 5  | 7,2  |
| 8    | Oksana Maslova        | Macédoine      | 31,8 % | 34     | 107  | 6  | 5,7  |
| 9    | Branka Jovanović      | RF Yougoslavie | 31,7 % | 32     | 101  | 5  | 6,4  |
| 10   | Heike Bram            | Allemagne      | 30,9 % | 59     | 191  | 6  | 9,8  |

## Effectif des équipes sur le podium

### Championne d'Europe:Hongrie
L'effectif de la Hongrie était :
- 12 - Tímea Sugár (GB) (6 ; 38)
- 16 - Katalin Pálinger (GB) (6 ; 69)
- 2 - Judit Zsembery (Simics) (en) (7 ; 5)
- 3 - Gabriella Kindl (1 ; 3)
- 4 - Eszter Siti (5 ; 8)
- 5 - Ildikó Pádár (4 ; 8)
- 6 - Erika Kirsner (6 ; 22)
- 7 - Nikolett Brigovácz (6 ; 25)
- 8 - Krisztina Nagy (2 ; 6)
- 9 - Zsuzsanna Pálffy (2 ; 10)
- 10 - Krisztina Pigniczki (7 ; 14)
- 11 - Ágnes Farkas (6 ; 54)
- 13 - Anikó Kántor (5 ; 15)
- 14 - Beáta Siti (7 ; 27)
- 15 - Beatrix Kökény (6 ; 8)
- 19 - Anita Kulcsár (4 ; 11)

Entraîneur
- Lajos Mocsai

NB : entre parenthèses est indiqué le nombre de matchs joués et le nombre d'arrêts (gardiennes de but) ou le nombre de buts marqués (joueuses de champs).

### Vice-championne d'Europe:Ukraine
L'effectif de l'Ukraine était :
- 01 - Irina Honcharova (GB) (1 ; 0)
- 12 - Nataliya Boryssenko (en) (GB) (6 ; 33)
- 16 - Tetyana Vorojtsova (GB) (7 ; 68)
- 02 - Olga Popovitch (4 ; 1)
- 03 - Llilija Stolpakova (7 ; 20)
- 04 - Tetyana Salogoub (7 ; 11)
- 05 - Maryna Verhelyouk (7 ; 30)
- 06 - Olena Iatsenko (5 ; 21)
- 07 - Hanna Sioukalo (6 ; 8)
- 08 - Tetyana Yaresko (3 ; 8)
- 09 - Olena Tsyhytsia (7 ; 49)
- 10 - Larissa Kharlianouk (1 ; 1)
- 11 - Olena Reznir (7 ; 17)
- 14 - Halina Markouchevska (7 ; 9)
- 15 - Olena Radtchenko (7 ; 13)

Entraîneur
- Leonid Evtouchenko

NB : entre parenthèses est indiqué le nombre de matchs joués et le nombre d'arrêts (gardiennes de but) ou le nombre de buts marqués (joueuses de champs).

### Troisième place:Russie
L'effectif de la Russie était :
- 1 - Tatiana Alizar (GB) (6 ; 73)
- 12 - Inna Souslina (GB) (4 ; 7)
- 16 - Niguina Saïdova (GB) (4 ; 20)
- 3 - Tatiana Diadetchko (6 ; 11)
- 4 - Oksana Romenskaïa (7 ; 11)
- 5 - Natalia Gontcharova (5 ; 8)
- 6 - Olga Bouïanova (7 ; 14)
- 7 - Lioudmila Bodnieva (7 ; 26)
- 8 - Nadejda Mouravieva (7 ; 9)
- 9 - Anna Ignattchenko (5 ; 7)
- 10 - Nadejda Konnova (3 ; 5)
- 13 - Inna Volkova (6 ; 32)
- 15 - Ianna Iakovleva (3 ; 2)
- 17 - Irina Poltoratskaïa (6 ; 16)
- 18 - Anna Kareïeva (1 ; 1)
- 19 - Marina Naoukovitch (7 ; 22)

Entraîneur
- Ievgueni Trefilov

NB : entre parenthèses est indiqué le nombre de matchs joués et le nombre d'arrêts (gardiennes de but) ou le nombre de buts marqués (joueuses de champs).